# 269e division d'infanterie
Pour les articles homonymes, voir 269e division.
La  269e division d'infanterie (en allemand : 269. Infanterie-Division ou 269. ID) est une des divisions d'infanterie de l'armée allemande (Wehrmacht) durant la Seconde Guerre mondiale.

## Historique
La 269. Infanterie-Division est formée le 26 août 1939 avec du personnel d'unité de réserve dans le Wehrkreis X à Delmenhorst en tant qu'élément de la 4. Welle (4e vague de mobilisation).
Après avoir été affectée sur le mur de l'Ouest (West Wall) au cours de la campagne de Pologne, la division prend part aux opérations sur le Front de l'Ouest, avançant à partir de l'Eifel sur la Belgique et la France en 1940 avec la 6. Armee.
En juin 1941, elle participe à l'opération Barbarossa au sein de l'Heeresgruppe Nord avec la 18. Armee et combat sur le Front de l'Est en Courlande, puis Leningrad et au lac Logoda.
Transférée en Norvège en décembre 1942 au sein du LXX. Armeekorps et de la Armee Norwegen, elle effectue des fonctions d'occupations, dedéfense côtière et de sécurité dans la région de Bergen.
À la suite du débarquement allié, elle est renvoyée en France à la fin de l'année 1944 au sein de l'Heeresgruppe G et de la 19. Armee combattre dans les Vosges et dans la poche de Colmar. En janvier 1945, un régiment de la division soutient la 198. Infanterie-Division et la 106. Panzer-Brigade Feldherrnhalle lors de l'opération Sonnenwende (Opération Solstice), une attaque infructueuse sur Strasbourg lancée à partir de la poche de Colmar.
Redéployée sur le front de l'Est en fin janvier 1945 au sein de l'Heeresgruppe Mitte, la division défend les approches de Breslau avant de passer au sud-est de la ville dans une tentative infructueuse pour éliminer la tête de pont soviétique sur l'Oder à Ohlau.
Réduit à un Kampfgruppe (groupe de combat), la division, amputée de certains éléments restés à Breslau, se retire sur l'Erzgebirge en Saxe où elle se rend à l'Armée rouge en mai 1945.

## Organisation

### Commandants
| Date                                  | Grade                  | Commandant               |
| ------------------------------------- | ---------------------- | ------------------------ |
| 26 août 1939 - 12 août 1940           | General der Artillerie | Ernst-Eberhard Hell      |
| 12 août 1940 - 1er avril 1941         | Generalleutnant z.V.   | Wolfgang von Plotho (de) |
| 1er avril 1941 - 1er septembre 1942   | General der Infanterie | Ernst von Leyser         |
| 1er septembre 1942 - 25 novembre 1943 | Generalleutnant        | Kurt Badinski            |
| 25 novembre 1943 - 8 mai 1945         | Generalleutnant        | Hans Wagner              |

### Officiers d'opérations (Generalstabsoffiziere (Ia))
| Date                         | Grade               | Commandant                       |
| ---------------------------- | ------------------- | -------------------------------- |
| 26 août 1939 - 1er juin 1940 | Major i.G.          | Hans-Joachim Ehlert              |
| 1er juin 1940 - 10 août 1942 | Major i.G.          | Hans-Jürgen Freiherr von Ledebur |
| 10 août 1942 - 20 août 1944  | Oberstleutnant i.G. | Gerhard Wagner                   |
| 20 août 1944 - 10 mars 1945  | Major i.G.          | Alfred Schwutke                  |
| 10 mars 1945 - ? 1945        | Major i.G.          | KWolfdietrich Hiersemenzel       |

## Théâtres d'opérations
- Allemagne : septembre 1939 - mai 1940
- France : mai 1940 - juin 1940
- Danemark : juin 1940 - juin 1941
- Front de l'Est, secteur Nord : juin 1941 - décembre 1942
- Norvège : décembre 1942 - octobre 1944
- France : octobre 1944 - janvier 1945
- Pologne et Est de l'Allemagne : janvier 1945 - mai 1945

## Ordres de bataille
1939
- Infanterie-Regiment 469
- Infanterie-Regiment 480
- Infanterie-Regiment 490
- Aufklärungs-Abteilung 269
- Artillerie-Regiment 269
  - I. Abteilung
  - II. Abteilung
  - III. Abteilung
  - IV. Abteilung
- Pionier-Bataillon 269
- Panzerabwehr-Abteilung 269
- Nachrichten-Abteilung 269
- Versorgungseinheiten 269

1942
- Grenadier-Regiment 469
- Grenadier-Regiment 480
- Grenadier-Regiment 490
- Schnelle Abteilung 269
- Artillerie-Regiment 269
  - I. Abteilung
  - II. Abteilung
  - III. Abteilung
  - IV. Abteilung
- Pionier-Bataillon 269
- Nachrichten-Abteilung 269
- Versorgungseinheiten 269

1943-1945
- Grenadier-Regiment 469
- Grenadier-Regiment 480
- Radfahr-Abteilung 269
- Artillerie-Regiment 269
  - I. Abteilung
  - II. Abteilung
  - III. Abteilung
  - IV. Abteilung
- Pionier-Bataillon 269
- Panzerjäger-Abteilung 269
- Nachrichten-Abteilung 269
- Feldersatz-Bataillon 269
- Versorgungseinheiten 269